# Bengt Åkerblom (läkare)

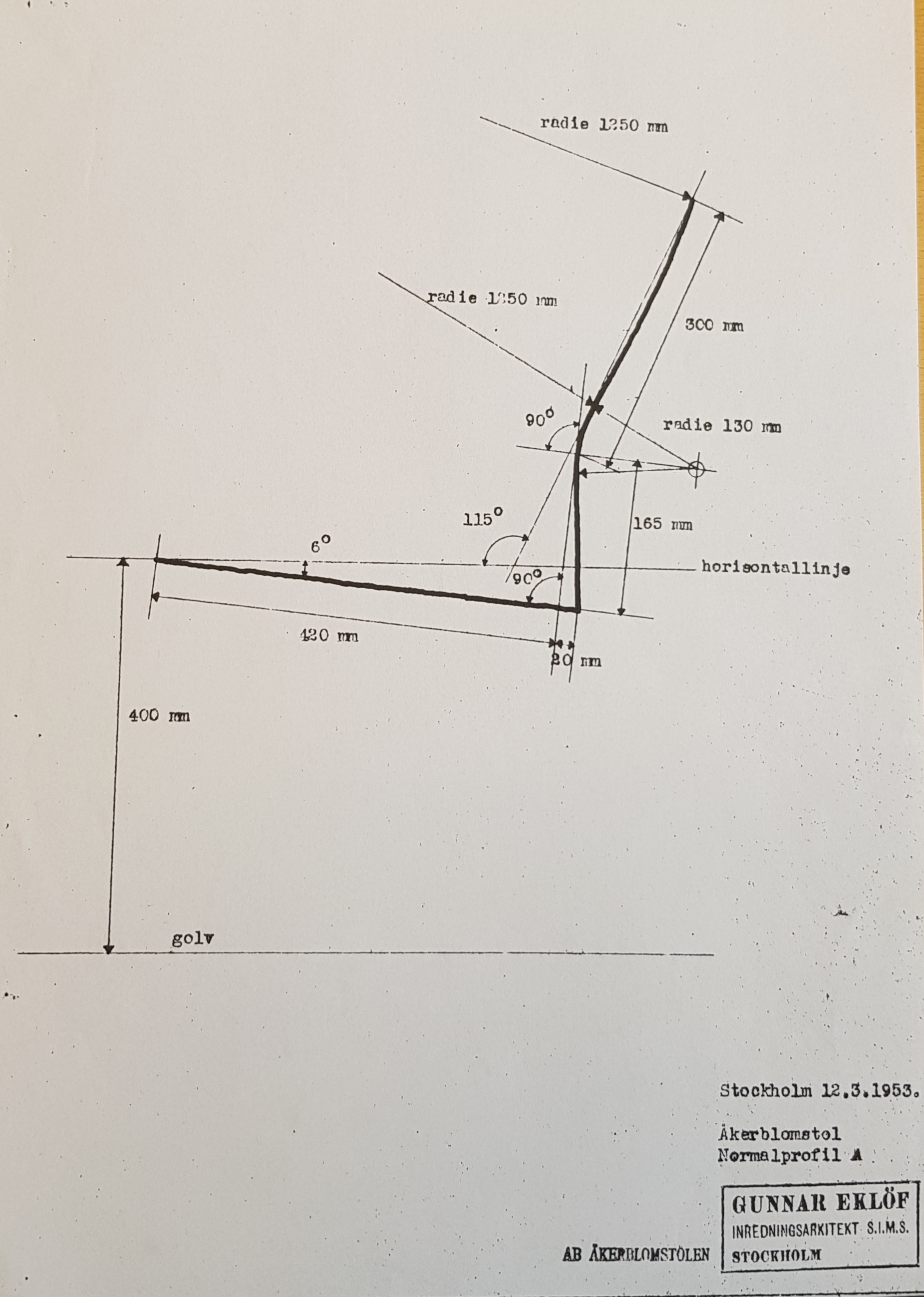
Ritning av Åkerblomstolen

Bengt Valdemar Åkerblom, född 11 april 1901 i Gävle, död 15 augusti 1990 i Malexander, var en svensk läkare. Han var upphovsman till Åkerblomstolen.
Åkerblom, som var son till medicine doktor Valdemar Åkerblom och Bengta Mattson, avlade studentexamen i Linköping 1919, blev medicine kandidat vid Uppsala universitet 1924, medicine licentiat där 1930 och medicine doktor vid Karolinska Institutet i Stockholm 1949. Han var extra ordinarie amanuens och amanuens vid anatomiska institutionen i Uppsala 1927–1928, assistentläkare på kirurgiska avdelningen i Linköping 1930–1931, tillförordnad andre underläkare där 1931–1932, assistentläkare på kirurgiska kliniken vid Akademiska sjukhuset 1932, extra läkare i Södertälje 1933, extra läkare och underläkare på kirurgiska avdelningen i Linköping 1934–1936, tillförordnad andre underläkare på kirurgiska avdelningen i Lidköping 1937, underläkare på kirurgiska avdelningen i Växjö 1938–1942, tillförordnad lasarettsläkare i Sveg och Luleå 1942, underläkare på Sahlgrenska sjukhuset 1943–1944, andre underläkare på gynekologisk-obstetriska avdelningen vid Södersjukhuset 1944–1945, tillförordnad lasarettsläkare i Kisa 1945, Visby 1947, andre underläkare på medicinska avdelningen vid Sankt Görans sjukhus 1947–1948, tillförordnad lasarettsläkare i Borgholm 1948, tillförordnad prosektor på anatomiska institutionen vid Karolinska Institutet 1948–1949, tillförordnad lasarettsläkare i Söderköping, Katrineholm och Mölndal 1949, Landskrona 1949–1950, Finspång 1950, Kisa 1951, Backe 1951–1952 samt överläkare vid och styresman för Backe lasarett 1952–1960.
Bengt Åkerblom var en av pionjärerna i användandet av elektromyografi i sina studier om sittande och stående. Resultaten av studierna publicerades i avhandlingen "Standing and sitting posture" 1949 vid Karolinska institutet, Stockholm. 
Han fann att stolar formade efter kroppen oftast inte gav något stöd för korsryggen utan att de hade stödet för högt upp och därför inte var välfungerande. Dessutom behövde sitsen luta bakåt för att stödet för ryggen skulle fungera väl. Han rekommenderade också att sitsen skulle vara låg för att undvika tryck mot lårens undersida vilket hindrar blodflödet till benen. Som en följd behövde också borden sänkas för att man ska undvika spänningar i axlarna. 
Baserat på denna princip ritade arkitekten Gunnar Eklöf, Stockholm, många olika stolar som sedan producerades av flera fabriker i Sverige och utomlands. Stolen såldes bland annat på NK under namnet Åkerblomstolen. Under åren 1949–1958 såldes ungefär 120 000 Åkerblomstolar av olika modeller